# طلائع الحريات
طلائع الحريات. حزب سياسي جزائري أسسه علي بن فليس رسميا بعد عقد مؤتمره التأسيسي في 8 سبتمبر 2015، وكانت قد منحته وزارة الداخلية والجماعات المحلية الترخيص . بعد أن حصل على اعتماده في نفس التاريخ يوم 8 سبتمبر 2015. باستطاعته العمل بصفته تشكيلة سياسية جديدة.

## طلائع الحريات
هو حزب وطني ديمقراطي يسعى لبعث دولة ديمقراطية ترسى فيها دعائم مجتمع الحريات، وتخضع فيها ممارسة المسؤولية لمعايير النزاهة والالتزام ولكافة أشكال الرقابة والمساءلة والمحاسبة. تم إيداع ملف تأسيسه يوم 21 ديسمبر 2014 على مستوى المصالح المعنية لدى وزارة الداخلية باسم 288 عضو مؤسس من ولايات الوطن الثماني والأربعين ينتمي هؤلاء إلى كل الشرائح الاجتماعية ويمثلون سائر القطاعات المهنية وجاء اختيار تسمية «طلائع الحريات» من فلسفة الحزب القائمة على تثمين الحريات الفردية والجماعية لبناء دولة الحق والقانون، إلى جانب هدفه بأن يكون دائما في الطليعة.

## قيم ومبادئ الحزب
يستمد الحزب قيمه ومبادئه من :
- التراث المشترك لجميع الجزائريات والجزائريين عبر العصور المتعاقبة والرصيد التاريخي للحركة الوطنية .
- بيان أول نوفمبر 1954 م وخياره لبناء «دولة ديمقراطية اجتماعية ذات سيادة في إطار المبادئ الإسلامية» .
- دستور الجمهورية باعتباره انبثاقا مشروعا عن خيار الشعب صاحب السيادة الوحيد .
- المكونات الأساسية للهوية الوطنية من : إسلام وعروبة وأمازيغية .
- وحدة وسلامة تراب الجمهورية الواحدة الغير قابلة للتجزئة .
- وحدة وتماسك الشعب .
- السيادة والاستقلال الوطنيين .
- توسيع وتعميق الحريات والحقوق المرتبطة بالمواطنة الأصيلة والحقة .
- احترام خيار الشعب صاحب السيادة الوحيد باعتباره المصدر الوحيد .
- التعددية السياسية والسلمية والتداومل على السلطة عن طريق الاقتراع الشفاف والنزيه .
- حرية التفكير والتعبير مع احترام الرأي الآخر .
- المبادئ العامة المعتمدة عالميا للنظام الديمقراطي ودولة القانون والحكم الراشد .
- مستلزمات المشاركة والإدماج والعدالة الاجتماعية باعتبارها أسس تطوير مجتمع قائم على العدل والإنصاف والمساواة .
- فضائل الحوار والتشاور والمجابهة الفكرية السلمية والهادئة كأدوات للممارسة السياسية التعددية في فضاء ديمقراطي منظم ومنسجم .

## الهيئات المركزية والمحلية للحزب
تتمثل الهيئات المركزية والمحلية للحزب فيما يلي :
| 1 - على المستوى المركزي : - المؤتمر . - رئيس الحزب . - اللجنة المركزية . - المكتب السياسي . - الأمانة الوطنية للبحوث والإستشراف والتكوين . | 2 - على المستوى المحلي : - المجلس الإقليمي . - المكتب الإقليمي . - الجمعية العامة للبلدية . - المجلس البلدي . - المكتب البلدي . - الخلية . |

## نبذة عن برنامج الحزب
يتقدم الحزب بقيم وتعهدات واضحة لكافة المواطنات والمواطنين وهوية سياسية تستمد أسسها الرئيسية من :
- روابط الانتماء التي يحتفظ بها مع حركة التحرير الوطني وثورة أول نوفمبر 1954 الكبرى والتي اعتمد شروطها لبناء دولة ديمقراطية واجتماعية في إطار المبادئ الإسلامية .
- تمسكه بالشكل الجمهوري للدولة الذي يدافع عن مبادئها ومثلها العليا .
- دخوله في المعركة السياسية من أجل جزائر ديمقراطية تعترف بضرورة التعددية السياسية وترتب الفضاء المطلوب لمواجهة المشاريع السياسية وتعيد الاعتبار للمواطنة وتكرس إرادة الشعب الحقيقية .
- إيمانه بالحاجة الماسة للتحديث السياسي والاقتصادي والاجتماعي للدولة والمجتمع في كنف احترام قيم شعبنا .
- تعهده من أجل نموذج للتنمية الاقتصادية والاجتماعية مبني على مبادئ الحرية والتضامن والعدالة الاجتماعية .

وعليه فإن الحزب يطمح إلى بناء ثقة متينة وتآزر دائم بين كل الجزائريين بفضل تصور جديد للحوكمة من أجل اقتياد بلدنا نحو تجديد يسود فيه الانصاف والعدل والتماسك الوطني ما يسمح بظهور مجتمع الحريات ودولة القانون وحوكمة رشيدة متينة وتنمية دائمة، مجتمع يطمئن فيه المواطن في علاقته مع الدولة ومؤسساتها وممثليها، مؤمنا في وسطه العام بل وأيضا في وسطه الخاص باحترام حقوقه وحرياته وضمانه .
إن مجتمع الحريات وهو مجتمع الحقوق والمعرفة مبني على قيم ومبادئ الهوية الوطنية في أبعادها الثلاثة : الإسلام والعروبة والأمازيغية، متفتح على العالم، يكون فيه كل جزائري مؤمّنا في حقوقه وحرياته مطمئنا على الحفاظ على الوحدة الوطنية والتماسك الاجتماعي والسيادة الوطنية وتعزيزها.
ومن أولويات الحزب ضمن أهدافه تكريس عهد جديد للمسؤولية السياسية والاقتصادية والاجتماعية، ومن خلال إعادة بناء الدولة وتكرس ممارسة حوكمة رشيدة في خدمة المواطنين، ومن أولوياته أيضا التشاور والحوار في خدمة التنمية البشرية والاقتصادية والاجتماعية، ومن أولوياته كذلك النمو والشغل وذلك بالشروع في التنويع الاقتصادي من أجل إقامة صناعة قادرة على المنافسة وفلاحة منتجة وقطاع خدمات ذو قيمة إضافية عالية.
ولبلوغ هذه الأهداف وغيرها فإن الحزب يقترح ثلاثة محاور للنشاطات الرئيسية التي تشكل برنامج الحزب :
- أولا : دولة قوية بمشروعية مؤسساتها ومثالية عملها في خدمة المواطن .
- ثانيا : اقتصاد متنوع وأكثر قدرة على المنافسة ومنشئ لفرص عمل ومصدّر .
- ثالثا : تنمية بشرية وانسجام اللحمة الوطنية

## روابط خارجية
- حزب طلائع الحريات يعقد مؤتمره التأسيسي على يوتيوب.